# Vrizy
Vrizy is een plaats en voormalige gemeente in het Franse departement Ardennes in de regio Grand Est en telt 365 inwoners (2005). De plaats maakt deel uit van het arrondissement Vouziers.

## Geschiedenis
Op 22 maart 2015 werd de gemeente overgeheveld van het kanton Vouziers naar het kanton Attigny. Op 1 juni 2016 fuseerde Vrizy met Terron-sur-Aisne en Vouziers tot de commune nouvelle Vouziers, waarbij Vrizy de status van commune déléguée kreeg. Op 5 maart 2020 werd Vrizy weer overgeheveld van kanton Attigny naar het kanton Vouziers waardoor de gemeente geheel in hetzelfde kanton kwam te liggen.

## Geografie
De oppervlakte van Vrizy bedraagt 8,1 km², de bevolkingsdichtheid is 45,1 inwoners per km².
De onderstaande kaart toont de ligging van Vrizy met de belangrijkste infrastructuur en aangrenzende gemeenten.

## Demografie
Onderstaande figuur toont het verloop van het inwonertal (bron: INSEE-tellingen).

Vanwege een beveiligingsprobleem met de MediaWiki Graph-software is het momenteel niet mogelijk deze grafiek weer te geven. Zodra de software is bijgewerkt zal de grafiek vanzelf weer zichtbaar worden.